# Kanchugaranahalli, Magadi
Kanchugaranahalli là một làng thuộc tehsil Magadi, huyện Ramanagara, bang Karnataka, Ấn Độ.